# تغییرشکل‌دهندگان: پرایم
تغییرشکل‌دهندگان: پرایم (به انگلیسی: Transformers: Prime) پویانمایی سه‌بعدی محصول ۲۰۱۰ آمریکا می‌باشد که در آن جنگی طولانی میان آتوبوت‌ها و دسپتیکون‌ها روی می‌دهد.

## خلاصه داستان اصلی
در این کارتون ابتدا آتوبوت‌ها در سیارهٔ خود (سایبرترون) که میلیون‌ها سال قبل از تشکیل سیاره زمین بود به صورت عادی زندگی می‌کردند. در این میان اوراین پکس (که بعدها آپتیموس پرایم شد) کاتب در یکی از بناهای معروف بود. در این میان گلادیاتوری قدرتمند وجود داشت (مگاترونوس) که سخنان این گلادیاتور افکار اوراین پکس را به خود جلب کرده بود.
بعد که پرایموس خالق تمام روبات‌ها بود. تصمیم بزرگان بر این بود که پرایمی (فرد منتخب پرایموس که از نقش بزرگواری برخوردار بود) از بین روبات‌ها انتخاب شود. مگاترونوس (که نام خود را از میان یکی از اولین ۱۳ پرایم گرفته بود) می‌گفت که باید هر کار را با قدرت و زور انجام داد ولی اوراین پکس با این کار موافق نبود. سخنان اوراین، توجه بزرگان را به خود جلب کرد. مگاترونوس با دیدن این صحنه بسیار عصبانی شده بود تمام ارتباطاتش را از بزرگان قطع کرد. گروهی به نام (دسپتیکون‌ها) را ساخت و به جنگِ از بین بردن آتوبوت‌ها شروع کرد که روبات‌های زیادی به آن گروه وارد شدند که اولین و مهمترین آن‌ها (ساندوِیو) بود. مگاترونوس نامش را به مگاترون تغییر داد. او هسته سایبرترون را (محل پرایموس) را سمی کرد. همین‌طور که جنگ ادامه می‌یافت اوراین برای تعمیر هسته به مرکز سایبرترون رفت و خود را در مقابل جرقه (قلب روباتها) پرایموس یافت. پرایموس با دیدن بی‌همتایی اوراین، ماتریس (انرژی پرایم) را به او داد و در نتیجه اوراین پکس به آپتیموس پرایم (آخرینِ پرایم‌ها) تبدیل شد. جنگ سایبرترون را به ویرانه تبدیل کرد و پرایموس از بین رفت.
در نتیجه روبات‌ها (که تعداد کمی از آتوبوت‌ها باقی‌مانده بود) به سیارات دیگر مهاجرت کردند؛ که در فصل چهارم این کارتون مگاترون به دست بامبلبی از بین رفته و با همکاری دسپتیکون‌ها و آتوبوت‌ها سایبرترون نجات می‌یابد.